# Gabriel Robichaud
Gabriel Robichaud (Moncton, 1990) è uno scrittore, poeta, attore e drammaturgo canadese.
È un esponente della cultura acadiana.

## Biografia
Gabriel Robichaud è nato a Moncton, nel Nuovo Brunswick, dove è cresciuto. Ha conseguito una laurea in arte drammatica presso l'Università di Moncton nel 2011. Nel 2012, ha fondato Théâtre Gauche, una compagnia teatrale. In seguito, ha vissuto ad Ottawa per alcuni anni, e a Montréal. Nel 2018, è tornato a vivere a Moncton. Ha una relazione con Émilie Turmel, poetessa e direttrice esecutivo del Frye Festival di Moncton, un festival letterario bilingue del Canada Atlantico.
Ha partecipato come attore a diverse opere teatrali e spettacoli artistici. Ha scritto tre raccolte di poesie pubblicate dall'editore Perce-Neige Publishing.  La sua raccolta Acadie Road, pubblicata nel 2018, è un omaggio al classico Acadie Rock di Guy Arsenault, pubblicato nel 1973. Partecipa regolarmente a eventi letterari come il Jamais Lu Festival a Montreal e il Festival acadien de poésie di Caraquet, nel Nuovo Brunswick.  È stato anche un "Poet Flye", uno scrittore residente, dal 2011 al 2013 al Frye Festival.
Nel 2017 ha partecipato ai Giochi della Francofonia di Abidjan 2017, in Costa d'Avorio, dove ha vinto la medaglia d'argento nel concorso della letteratura, grazie al testo intitolato "Char". Durante la competizione è stato anche portabandiera per le delegazione del Nuovo Brunswick. Ha affermato che i Giochi della Francofonia hanno avuto un "grande impatto sulla sua carriera", compresi "inviti a grandi eventi internazionali".
Nel 2018, è diventato noto per le sue posizioni in merito alla mancanza di letteratura acadiana nel curriculum delle scuole francesi nel Nuovo Brunswick. In un testo pubblicato sulla rivista À Bâbord, poi ripreso dal quotidiano Le Devoir, ha sostenuto che la letteratura acadiana contemporanea dovrebbe essere insegnata e diffusa nelle scuole. L'impatto di questa lettera è stato tale che la Revue Culturelle 2018 di Radio-Canada ha aperto il suo programma sottolineando il suo impegno nella difesa della cultura francofona e acadiana. Durante un'intervista intervista radiofonica, alla domanda: "Dimmi cosa dovrei sapere di Acadia?", ha risposto: "C'è un'effervescenza creativa che non prendiamo mai in considerazione e alla quale non diamo importanza. L'Acadia è molto più di un accento, e ad un certo punto sarebbe interessante che media smettessero di parlare di come parliamo il francese e che ascoltassero ciò che abbiamo dire".
Nel gennaio 2019 ha vinto il premio Champlain per la sua collezione "Acadie Road". Nell'occasione ha affermato che la sua raccolta di poesie: "Acadie Road vuole essere una risposta in evoluzione sull'identità acadiana, allo stesso tempo contraddittoria, accattivante, bella, brutta, imperfetta, forte (...) e soprattutto portatrice di creatività".

## Opere

### Poesie
- La Promenade des ignorés, Éditions Perce-Neige, 2011[11]
- Les Anodins, Éditions Perce-Neige, 2014
- Acadie Road, Éditions Perce-Neige, 2018[12][13]

### Teatro

#### Attore
- 2018-2019: Je cherche une maison qui vous ressemble: Gérald Godin[14][15]
- 2014-2016: Love is in the birds[16]

#### Drammaturgo
- 2016: Le lac aux deux falaises, Éditions Prise de parole, Sudbury, Création Théâtre de l'Escaouette, Moncton
- 2014: Crow Bar[17]

### Televisione

#### Attore
- 2018-2019: À la valdrague à Radio-Canada Télé : Zoël Bourgeois[18]